# Барский, Владимир Леонидович
Владимир Леонидович Барский (род. 16 февраля 1969, Москва) — российский шахматист, международный мастер (1996), тренер, журналист.
Владимир Барский был секундантом А. Морозевича на многих международных соревнованиях, в том числе — двух чемпионатах мира.
Автор книг, издаваемых также на иностранных языках.
С 17 октября 2011 года занимает должность главного редактора сайта Российской Шахматной Федерации.

## Изменения рейтинга
| Графики недоступны из-за технических проблем. См. информацию на Фабрикаторе и на mediawiki.org. |

## Книги
- Франсуа Андре Филидор, в соавторстве с В. Хенкин, Москва, 2006.
- Защита Чигорина по Морозевичу, в соавторстве с А. Морозевичем, Москва, 2007, «Шахматный университет», тираж 3650 экз.
- Карвин в Шахматном лесу. Учебник шахмат для младших школьников, Книга 1, Москва, 2008.
- Карвин в Шахматном лесу. Учебник шахмат для младших школьников, Книга 2, Москва, 2008.
- Шахматы: первый год обучения. Методика проведения занятий, в соавторстве с С. Абрамов, Москва, 2009.
- Шотландская партия за белых, 2010, тираж: 1000 экз.
- Современная защита Филидора, Санкт-Петербург, 2010
- Шахматы от новичка к III разряду, Книга 1, Москва 2011.
- Шахматы от новичка к III разряду, Книга 2, Москва 2011.
- Шахматы: второй год обучения. Методика проведения занятий, Москва 2011.
- Универсальное оружие. 1. d4 d6, Санкт-Петербург, 2011.
- Корчной против шахматных внуков, в соавторстве с А. Быковским, Москва, 2012, 304 с., ISBN 978-5-9902352-6-7
- Шахматная школа. Первый год обучения (учебник для начинающих шахматистов в общеобразовательных школах и организациях). Издательство «ВАКО», Москва, 2017, 96с., ISBN 978-5-408-03946-3
- Шахматная школа. Первый год обучения (рабочая тетрадь для общеобразовательных школ). Издательство «ВАКО», Москва, 2017, 48с., ISBN 978-5-408-03726-1
- Шахматная школа. Второй год обучения (учебник для общеобразовательных школ). Издательство «ВАКО», Москва, 2018, 96с., ISBN 978-5-408-04035-3